# Kvindevalgretsforeningen

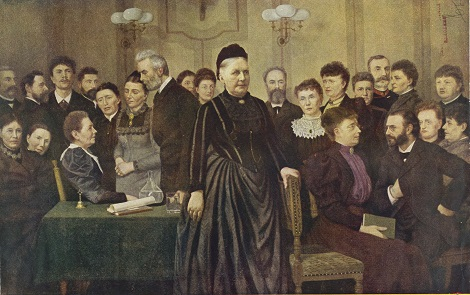
Line Luplau vue au premier plan sur le grand portrait de groupe de sa fille Marie Luplau, des premiers jours de la lutte pour le droit de vote des femmes (1897).

Kvindevalgretsforeningen (KVF), en français l'Association pour le droit de vote des femmes, est une organisation danoise créée par Line Luplau en 1889 pour promouvoir le droit de vote des femmes. L'association organise non seulement des réunions sur le droit de vote, mais participe à des réunions électorales, demandant aux candidats ce qu'ils pensaient de la participation des femmes aux élections provinciales et nationales.  

## Histoire
La première réunion se tient le 15 février 1889 avec 1 500 participants. Outre Luplau, Louise Nørlund et Johanne Meyer, l'association compte également des hommes de premier plan, dont Fredrik Bajer et Jens Christian Hostrup. 
Après la mort de Luplau en 1891, l'intérêt pour l'organisation diminue,. 
Néanmoins, en 1891, Louise Nørlund, qui avait aidé Luplau depuis le début, devient présidente de la KVF mais se retire en 1893 pour retrouver sa vie de famille. Nielsine Nielsen prend la présidence jusqu'en 1898, date à laquelle l'organisation est dissoute. Ses luttes sont reprises par la section de Copenhague de la Société des femmes danoises. 

## Membres notoires
- Line Luplau
- Louise Nørlund
- Nielsine Nielsen
- Nanna Aakjær

## Voir également
- Kvindelig Fremskridtsforening (Association pour le progrès des femmes)